# Gnophos cinerascens
Gnophos cinerascens är en fjärilsart som beskrevs av Turati 1919. Gnophos cinerascens ingår i släktet Gnophos och familjen mätare. Inga underarter finns listade i Catalogue of Life.